# Dystrykt Boinsen
Dystrykt Boinsen – dystrykt w hrabstwie Bong, w środkowej części Liberii.
Położony jest 180 km na wschód od stolicy kraju – Monrovii.

## Demografia
Według spisu ludności z 2008 roku jednostka liczyła sobie 8 352 mieszkańców. Natomiast według spisu ludności przeprowadzonego w 2022 roku, dystrykt ma populację liczącą 17 254 mieszkańców, co czyni go dziesiątym co do wielkości zaludnienia dystryktem w hrabstwie.
Dane z 2008:
| Opis      | Ogółem | Ogółem | Mężczyźni | Mężczyźni | Kobiety | Kobiety |
| --------- | ------ | ------ | --------- | --------- | ------- | ------- |
| Jednostka | osób   | %      | osób      | %         | osób    | %       |
| Populacja | 8 352  | 100    | 4 060     | 48,6      | 4 292   | 51,4    |

Dane z 2022:
| Opis      | Ogółem | Ogółem | Mężczyźni | Mężczyźni | Kobiety | Kobiety |
| --------- | ------ | ------ | --------- | --------- | ------- | ------- |
| Jednostka | osób   | %      | osób      | %         | osób    | %       |
| Populacja | 17 254 | 100    | 8 818     | 51,1      | 8 436   | 48,9    |

## Sąsiednie dystrykty
Dystrykt 3, Jorquelleh, Kpaai, Tukpahbllee, Yarwein-Mehnsohnneh